# Bourgneuf-en-Mauges
Bourgneuf-en-Mauges là một xã thuộc tỉnh Maine-et-Loire trong vùng Pays de la Loire tây nước Pháp. Xã này nằm ở khu vực có độ cao trung bình 111 mét trên mực nước biển.